# Osamu Nakajima
Osamu Nakajima (né le 12 mars 1937 à Kaijyo près de Nagasaki, mort en avril 2013 à Langenstein) est un sculpteur austro-japonais.

## Biographie
Nakajima obtient un diplôme en 1962 de l'université d'art de Musashino avec comme professeur Yoshitatsu Yanagihara.

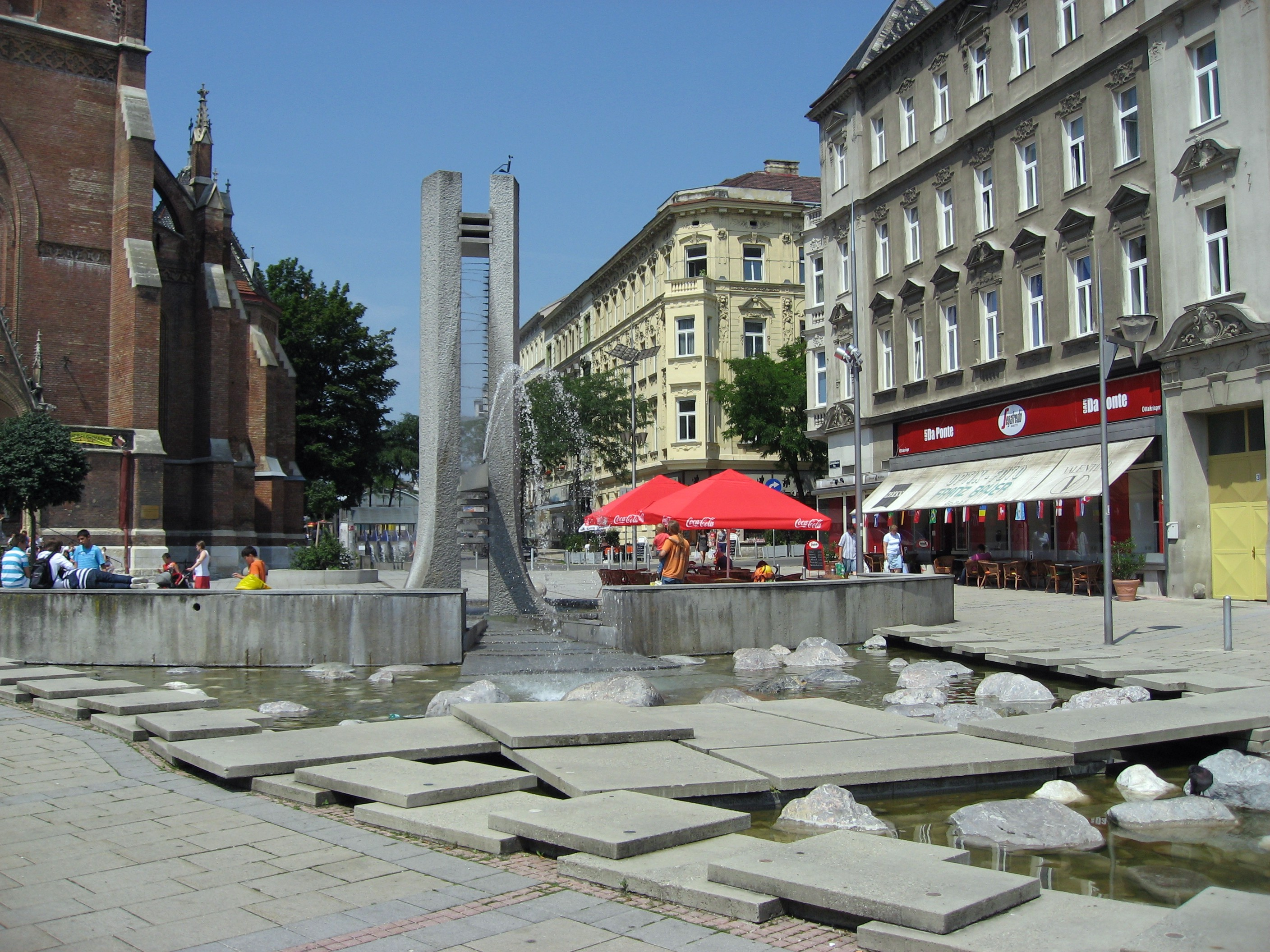
Fontaine pour le Wiener Wasserwelt

L'artiste marié à Sakuyo reste en Autriche en 1969 après une visite d'un symposium de sculpteurs de pierre à Mauthausen-Gusen. Il vit et travaille avec sa famille après son départ du Japon en 1970 pendant longtemps à Langenstein, plus tard à Linz.
En 1974, il devient membre de la cité d'artistes de Vienne et en 1977 de MAERZ.
En 1982, il obtient la citoyenneté autrichienne.
Il est l'un des premiers artistes à avoir pu réaliser une abstraction pure pour des sculptures dans des espaces publics : le Wiener Wasserwelt en 1993 ou devant la mairie de Linz en 1985.

## Expositions
- André Evrard, Osamu Nakajima, Galerie Lambert, Paris, 1988.